# گغام اوسکیان
گغام وارطانی اوسکیان (ارمنی: Գեղամ Վարդանի Ոսկյան ) یک بازیگر اهل ارمنستان بود. وی بین سال‌های - تا - میلادی فعالیت می‌کرد.

## زندگی‌نامه
وی در تئاتر کمدی موزیکال پارونیان فعالیت می‌کرد. وی همچنین برندهٔ جوایزی همچون هنرمند شایسته ارمنستان شوروی شده‌است. 

## بخشی از فیلمشناسی
از فیلم‌ها یا برنامه‌های تلویزیونی که وی در آن نقش داشته‌است می‌توان به آثار زیر اشاره کرد.
- برای شرف (۱۹۵۶)